# Corredor Biólogico en el Caribe (CBC)
La iniciativa del CBC surge de la idea de los ministerios de medio ambiente de Cuba, Haití, Dominicana y Puerto Rico. Funciona bajo los respaldos organizativos y financieros de prestigiosas organizaciones internacionales como el PNUMA y la Unión europea. Esta iniciativa de cooperación sur-sur promueve además el desarrollo sostenible en un contexto de constante variabilidad del clima. Contribuye a la conservación a nivel global y reduce, a su vez, la pobreza en esta zona geográfica, con especial énfasis en el área del Caribe insular.
Lo anterior permitirá el desarrollo e implementación de redes de cooperación entre los países implicados, así como el hecho de mejorar la resiliencia de los ecosistemas ante el inminente cambio climático.
Cinco son los principales valores de esta iniciativa: integridad, solidaridad, conocimiento, dedicación y eficacia.
Estos marcan su desempeño y el de su Secretariado técnico-ejecutivo y toma en consideración los objetivos de la agenda 2030 para el desarrollo sostenible.

## Antecedentes
En 2007 en la Declaración de Santo Domingo se firma junto al Programa de Naciones Unidas para el Medio Ambiente (PNUMA) como apoyo y en 2009 se firma un nuevo documento autoproclamado como la 2.ª Declaración de Santo Domingo. 
http://cbcbio.org/wp-content/uploads/2018/07/II-DECLARACION-POR_LA_BIODIVERSIDAD-CARIBENA.pdf

## Líneas de trabajo
Consta de 5 tareas principales.
- Eje 1: Mantenimiento de la conectividad ecológica mediante la conservación y restauración de los ecosistemas clave
- Eje 2: Conservación efectiva de los valores más representativos y amenazados de la biodiversidad del Caribe insular.
- Eje 3: Fortalecimiento de la resiliencia ante el cambio climático
- Eje 4: Sostenibilidad del desarrollo en las comunidades
- Eje 5: Fortalecimiento de la capacidad para la gobernanza, la cooperación sur-sur y el trabajo coordinado entre múltiples actores y en múltiples escalas.

## Nueva Demarcación
En abril del 2021 se aprobaron los nuevos términos que consisten en la protección de partes tanto marinas como terrestres de las Antillas Mayores. Se definieron dos tipos de zonas funcionales: zonas núcleo de conservación y zonas de conectividad. La actual demarcación del CBC ocupa una superficie total de 199703 km², de los que 40 434 km² (20,2%) corresponden a zonas núcleo y 15 9269 km² (79,8%) a zonas de conectividad. Destaca que el 64% de la superficie del CBC ocupa áreas marinas, de las cuales el 92,5% corresponde con zonas de conectividad; mientras que en el ámbito terrestre el 56.7% corresponde a conectividad y el 43.3% a zonas núcleo de conservación. En este último ámbito, el CBC tendría una contribución notable a la agenda de conservación post 2020, que aspira a un mínimo del 30% de los territorios dedicados a la conservación.

## Modelo conceptual
El CBC va más allá de la conectividad ecológica, puesto que su red social debe integrar a decisores, autoridades, sociedad civil, sector privado, así como a los usuarios de los recursos naturales y luchar por lograr el desafío de hacer sostenibles las relaciones entre ambas redes (social y ecológica).

## Importancia
Como todo proyecto, consta de Misión, Visión, Objetivo general y Objetivos específicos, lo que permite concentrar su importancia en la conservación adecuada de la biodiversidad marina y terrestre de la que consta la región del Caribe, para garantizar el buen funcionamiento y el equilibrio de los ecosistemas lo que es fundamental para la continuidad de la vida.
Fomentar y promover la conservación ambiental, es valorar, cuidar y proteger la vida, la naturaleza, el planeta tierra y todo el universo que nos rodea. Esta conservación es garantía de bienestar, salud y calidad socio-natural.

## Galería
|  |  |  |  |  |

|  |
|  |